# Jjikhimyeon jukneunda
Pour les articles homonymes, voir The Record.
Pour plus de détails, voir Fiche technique et Distribution.
Jjikhimyeon jukneunda (찍히면 죽는다) est un film d'horreur sud-coréen sorti en 2000 et réalisé par Kim Gi-hun et Kim Jong-seok. À noter la présence dans le casting de Park Eun-hye, chanteuse mieux connue sous le pseudonyme de Ivy.

## Synopsis
Un tueur inconnu cherche à tuer les 6 jeunes.

## Fiche technique
- Titre : Jjikhimyeon jukneunda
- Titre original : 찍히면 죽는다
- Titre anglais : The Record
- Réalisation : Kim Gi-hun et Kim Jong-seok
- Scénario : Han Chang-hak
- Production : Park Il-seo
- Musique originale : Lee Sang-yun
- Photographie : Chung Chung-hoon
- Montage : Kyeong Min-ho
- Direction artistique : Song Hwa-jun
- Sociétés de Production : Sam Wu Communications
- Pays :  Corée du Sud
- Langue de tournage : coréen
- Interdit aux moins de 12 ans

## Distribution
- Kang Seong-min : Hyung-joon
- Park Eun-hye : Hee-jung
- Ahn Jae-hwan : The Teacher
- Jung Min : Jong-ho
- Bae Dal : Kyung-sik
- Bae Jun-hyeong : Kyung-sik
- Han Chae-young : Eun-mi
- Mayu Loh : l'infirmière d'école